# Black Sabbath Vol. 4
Black Sabbath Vol. 4 es el cuarto álbum de estudio de la banda de heavy metal Black Sabbath, lanzado al mercado el 25 de septiembre de 1972 a través de Vertigo Records. Originariamente el título del álbum iba a ser Snowblind, pero la discográfica lo rechazó por ser una clara apología al consumo de cocaína.
La banda pretendía continuar la línea de experimentación musical emprendida en su álbum anterior, Master of Reality, para eso, los cuatro músicos se asentaron en Los Ángeles, donde el abuso en el consumo y dependencia de las drogas (especialmente cocaína) ocasionó problemas y a su vez influyó en el nuevo álbum, especialmente en las letras. La canción "Snowblind" tuvo que ser regrabada, ya que en la toma original, Ozzy gritaba "cocaine" después de cada verso.

## Recepción
Vol. 4 consiguió el disco de oro en menos de un mes y posteriormente fue certificado platino en Estados Unidos. Los críticos en un principio recibieron fríamente el álbum, aunque con el tiempo Black Sabbath serían aclamados como unos pioneros musicales dentro de su género. El trabajo discográfico alcanzó el puesto número 13 en los EE. UU., mientras que llegaría al número 8 en el Reino Unido.

## Lista de canciones
Toda la música escrita por Black Sabbath (Geezer Butler, Tony Iommi, Ozzy Osbourne y Bill Ward); todas las letras escritas por Geezer Butler. En algunas ediciones norteamericanas del disco tienen partes de las canciones tituladas como The Straightener y Every Day Comes and Goes; la primera es la coda de Wheels Of Confusion, mientras que la otra es un segmento de dos minutos que sirve de puente en Under The Sun. Estas partes no están tituladas así en las ediciones originales europeas.
Lado A
1. Wheels of Confusion/The Straightener - 8:14
2. Tomorrow's Dream - 3:12
3. Changes - 4:46
4. FX - 1:43
5. Supernaut - 4:45

Lado B
1. Snowblind - 5:31
2. Cornucopia - 3:54
3. Laguna Sunrise - 2:52
4. St. Vitus Dance - 2:29
5. Under the Sun/Every Day Comes and Goes - 5:50

## Integrantes
- Ozzy Osbourne - Voz
- Tony Iommi - Guitarras
- Geezer Butler - Bajo
- Bill Ward - Batería